# Hartmut Wulfram
Hartmut Wulfram (* 1967 in Lüneburg) ist ein deutscher Klassischer Philologe.
Nach einem Studium der Klassischen Philologie und Geschichte an der Georg-August-Universität Göttingen legte er das 1. Staatsexamen für das Lehramt an Gymnasien 1997 (Latein, Griechisch und Geschichte) ab. Von 1997 bis 2001 war er wissenschaftlicher Mitarbeiter im Göttingener Sonderforschungsbereich 529 Internationalität nationaler Literaturen. 2001 wurde mit der Arbeit Literarische Vitruvrezeption in Leon Battista Albertis De re aedificatoria und dem Rigorosum in den Fächern Latein, Griechisch und Lateinische Philologie des Mittelalters und der Neuzeit promoviert. Von 2002 bis 2008 war er Wissenschaftlicher Assistent am Lehrstuhl für Klassische Philologie, Universität Bielefeld, wo 2007 mit der Arbeit Das römische Versepistelbuch. Eine Gattungsanalyse habilitiert wurde. Von 2009 bis 2012 war er, unterbrochen von latinistischen Professurvertretungen an der Universität Leipzig (Sommersemester 2009) und der Technischen Universität Dresden (Wintersemester 2011/12 und 2012/13), Lehrkraft für besondere Aufgaben für Klassische Philologie, insbesondere Lateinische Philologie, an der Universität Bielefeld. Seit März 2013 ist er Inhaber der Professur für Neulateinische Philologie und Klassische Latinistik am Institut für Klassische Philologie, Mittel- und Neulatein der Universität Wien. 
Frühere und aktuelle Forschungsschwerpunkte sind die Biographik und Persönlichkeitskonstruktionen in römischen und neulateinischen Texten, literarische Raumkonzepte und Topographien, Vergil, Horaz, Ovid, Cicero, Vitruv, Curtius Rufus, lateinische Literatur der italienischen Renaissance, bes. des 15. Jahrhunderts, Leon Battista Alberti und humanistische Antikerezeption nördlich der Alpen.

## Schriften (Auswahl)
- Literarische Vitruvrezeption in Leon Battista Albertis De re aedificatoria (= Beiträge zur Altertumskunde. Band 155). K. G. Saur Verlag, München/Leipzig 2001 (= Dissertation Universität Georg-August-Universität Göttingen 2000/2001), ISBN 3-598-77704-3.
- Das römische Versepistelbuch. Eine Gattungsanalyse. Verlag Antike, Berlin 2008. (= Habilitationsschrift Universität Bielefeld 2007), ISBN 978-3-938032-21-3.
- Ex uno plures. Drei Studien zum postumen Persönlichkeitsbild des Alten Cato. Verlag Antike, Berlin 2009. ISBN 978-3938032305.
- mit Jan Cölln und Susanne Friede (Hrsg.): Alexanderdichtungen im Mittelalter. Kulturelle Selbstbestimmung im Kontext literarischer Beziehungen. Wallstein Verlag, Göttingen 2000, ISBN 978-3892441991.
- mit Didier Boisseuil (Hrsg.): Die Renaissance der Heilquellen in Italien und Europa von 1200 bis 1600. Geschichte, Kultur und Vorstellungswelt / Il Rinascimento delle fonti termali in Italia e in Europa dal 1200 fino al 1600. Storia, cultura e immaginario. Peter Lang, Frankfurt am Main 2012, ISBN 978-3631631126.
- H. Wulfram (Hrsg.): Der römische Alexanderhistoriker Curtius Rufus. Erzähltechnik, Rhetorik, Figurenpsychologie und Rezeption, Wiener Studien Beiheft 38. Wien 2016, ISBN 978-3-7001-7864-4.
- H. Wulfram (Hrsg.): Leon Battista Alberti, Intercenales. Eine neulateinische Kurzprosasammlung zwischen Antike und Moderne / Una silloge di brevi prose latine del Rinascimento / A collection of short Neo-Latin prose works between Antiquity and Modernity (= Studia Albertiana Vindobonensia. Neulateinische Studien zu Leon Battista Alberti. 1). Steiner, Stuttgart 2021, ISBN 978-3515127950.